# Вансант (Вирџинија)
Вансант (енгл. Vansant) насељено је место без административног статуса у америчкој савезној држави Вирџинија.

## Демографија
По попису из 2010. године број становника је 470, што је 519 (-52,5%) становника мање него 2000. године.
| Група             | 2000.       | 2010.       |
| Белци             | 975 (98,6%) | 456 (97,0%) |
| Афроамериканци    | 0 (0,0%)    | 1 (0,2%)    |
| Азијати           | 6 (0,6%)    | 1 (0,2%)    |
| Хиспаноамериканци | 3 (0,3%)    | 1 (0,2%)    |
| Укупно            | 989         | 470         |